# なかむらみなみ
なかむらみなみ（Nakamura Minami、1995年〈平成7年〉 - ）は、日本のラッパー。神奈川県藤沢市辻堂出身。

## 略歴
2015年にKamuiらとヒップホップユニット「TENG GANG STARR」を結成し、アルバム『ICON』を発表。グループ活動休止後の2019年よりソロ活動を開始。
初のソロ作品「TREKKIE TRAX CREW & なかむらみなみ - Reiwa (令和)」をリリース。続けて地元・辻堂のライフスタイルを歌った代表曲「Ride」を発表した。
2020年には、ロンドンのプロデューサーRoskaとのコラボ曲「Pree Me feat. なかむらみなみ」がTREKKIE TRAXからリリースされ、2021年にはAnna Lunoeとの楽曲「Ice Cream feat. Nakamura Minami」がMad Decentから発表された。この楽曲は、レースゲーム『ニード・フォー・スピード アンバウンド』のサウンドトラックにも起用された。
以降、ロンドンのsalute、ブリストルのHodgeなど海外アーティストとの共作を続けるほか、PizzaLove、ONJUICY、ZEN RYDAZ、4s4kiなど国内アーティストとの共作も多数。
2023年にはフジロックフェスティバルにソロ出演を果たす。
2025年には６年ぶりに、TREKKIE TRAX CREWとのコラボ曲「Fever」をリリースした。

## 音楽性
オリジナリティある日本語のフロウで、トラップ、ダンスホール、UKファンキー、ハウス、ドリルなど多様なジャンルに柔軟にアプローチする。ラッパーでありながら、国内外のクラブシーンでプレイされるトラックメイカーとのコラボレーションも多い。

## 人物
神奈川県藤沢市・辻堂出身。過去にはホームレス状態を経験したことがあり、自身の楽曲にもその経験が反映されている。

## ディスコグラフィ

### シングル（主要）
- 2019年 - 「Reiwa (令和)」TREKKIE TRAX CREWとの共作
- 2020年 - 「Ride」
- 2020年 - 「Pree Me feat. なかむらみなみ」 - Roska
- 2021年 - 「Ice Cream feat. Nakamura Minami」 - Anna Lunoe（Mad Decent）
- 2023年 - 「Kokodoko（Prod. andrew）」 - Gqomスタイルを取り入れた楽曲
- 2024年 - EP『Everyday in the Club / Bounce on the Water』（Hodgeとの共作）
- 2024年 - 「Fever」TREKKIE TRAX CREWとの共作

## 関連人物
- 宮原昭夫：祖父。日本の小説家。1972年に第67回芥川賞を受賞した。[16]